# Víctima expiatòria

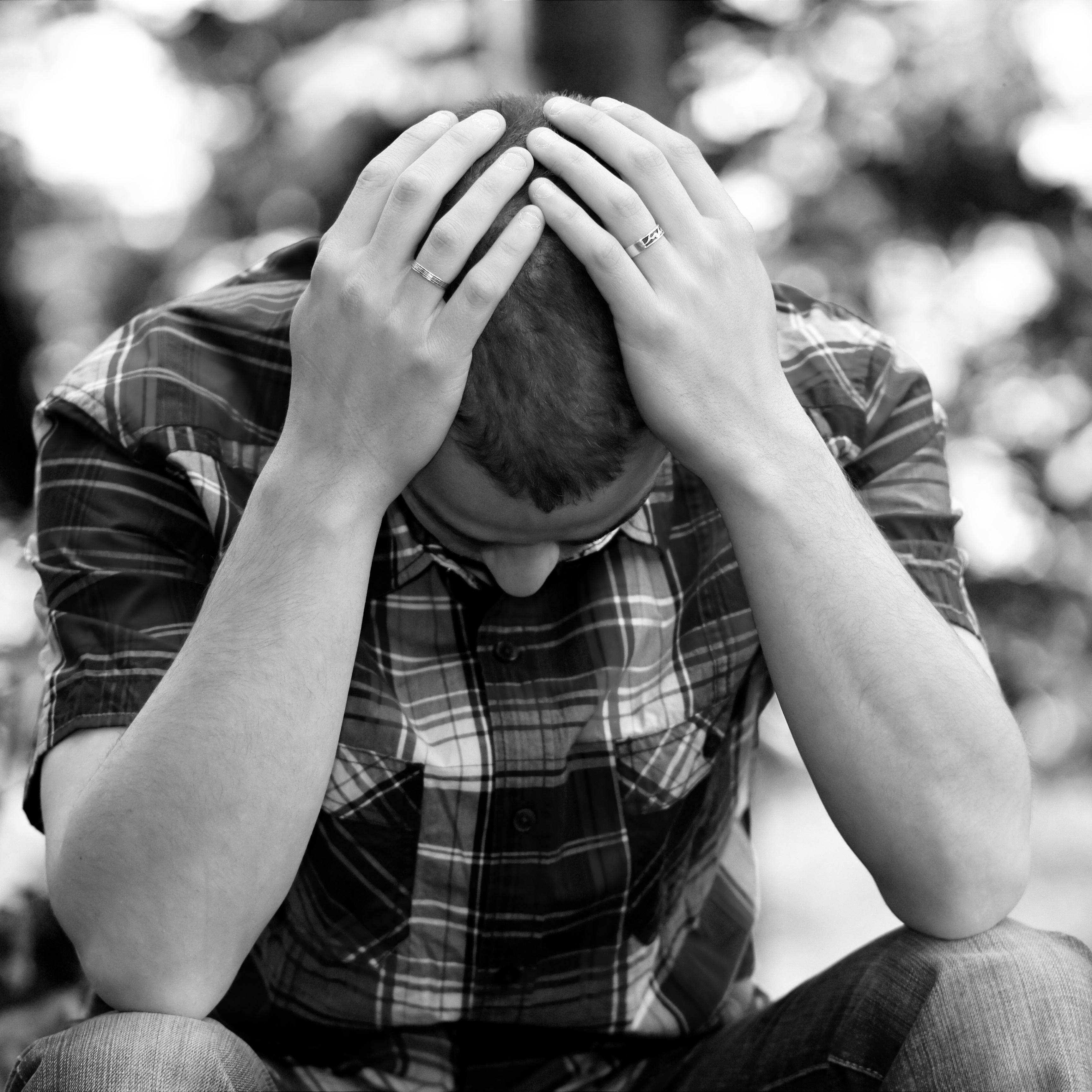
La víctima expiatòria pateix sempre violència psicològica, que pot acompanyada d'altres perjudicis, com per exemple danys físics, l'exili o la mort.

Una víctima expiatòria o boc expiatori és una persona, grup, organització, etc. escollida per endossar-li una responsabilitat o falta per la qual n'és parcialment o totalment innocent. El fenomen de la víctima expiatòria és grupal, d'una comunitat que inclou tant a la o les víctimes com a la resta de persones que en formen part.
Les causes i motivacions són múltiples, podent ser deliberades, per a evadir responsabilitats i culpes, o inconscients, produïdes per mecanismes de defensa psicològics. Cal un grup de com a mínim dues persones, com per exemple un home i la seva parella. Els actors de la dinàmica poden pertànyer a la mateixa família, a la mateixa feina (un treballador i el seu superior), poden ser els membres de qualsevol organització (per exemple, una associació) o de qualsevol tipus de grup constituït. De fet, no cal que sigui un fet intragrupal, ja que pot ocórrer també de manera intergrupal, observant-se aleshores entre grups humans diferents al si d'un país o una societat, per exemple.
Es relaciona amb la violència en general, incloent la violència de gènere, l'assetjament laboral i l'assetjament escolar, a més de l'abús de poder o la justificació d'actes no justificables, en un intent de persuasió, per part d'un agent dominant: persona física, govern, poder econòmic, líder religiós, etc. En aquest segon cas entrarien algunes polítiques contra immigrants, contra acusats de terrorisme, contra drets associats a alguns oficis i professions, etc.

## Etimologia

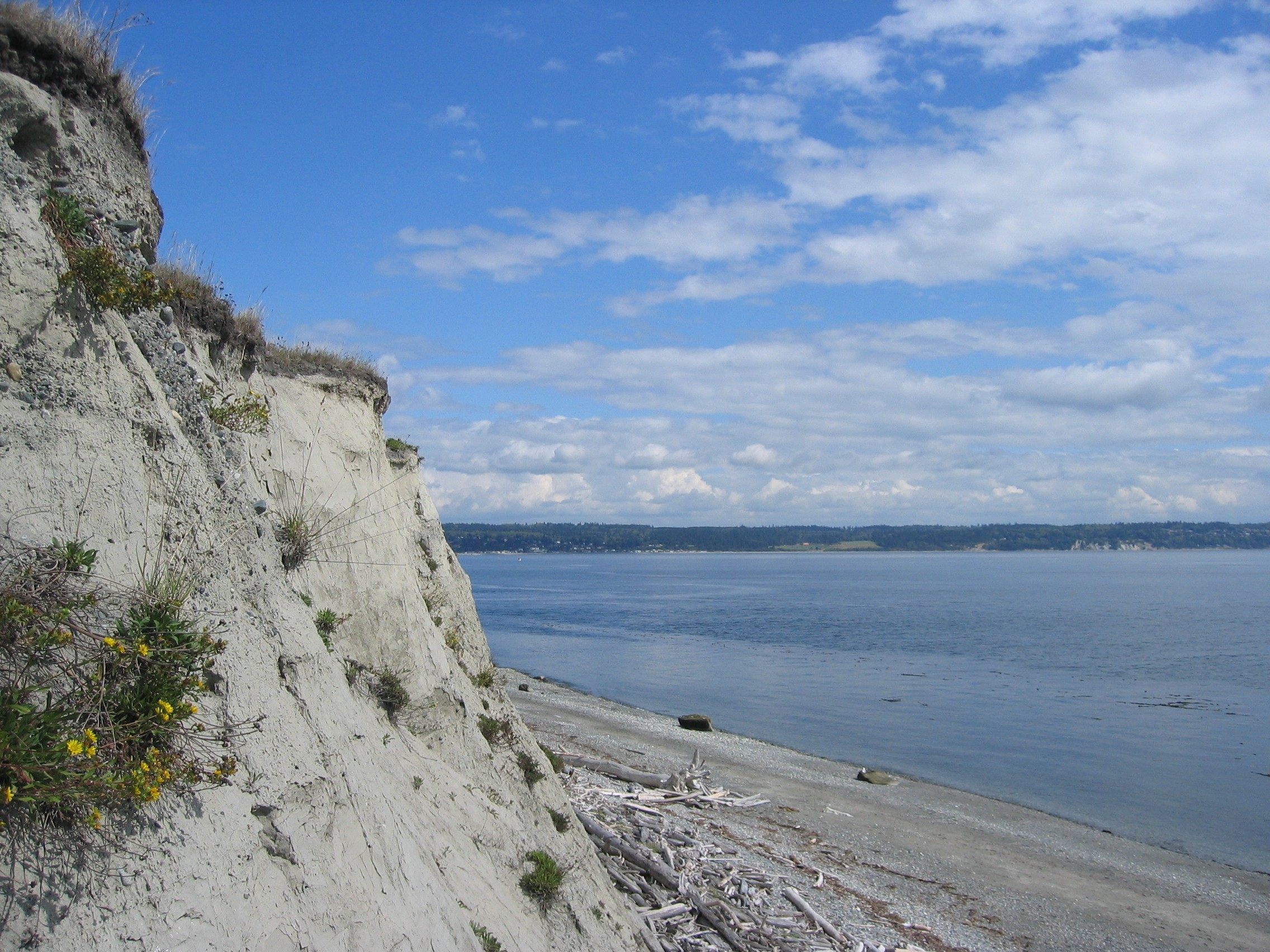
El penya-segat podia ser un dels escenaris per a un pharmakós

Un dels orígens del concepte es pot trobar a l'antiga Grècia, on el pharmakos (en grec antic: φαρμακός, literalment aquell a qui immolem en expiació de les faltes d'un altre) designa a la víctima expiatòria en un ritual de purificació llargament utilitzat a societats primitives. El mot ha acabat per prendre en grec, a l'època clàssica, el significat de malfactor

### Referent cultural

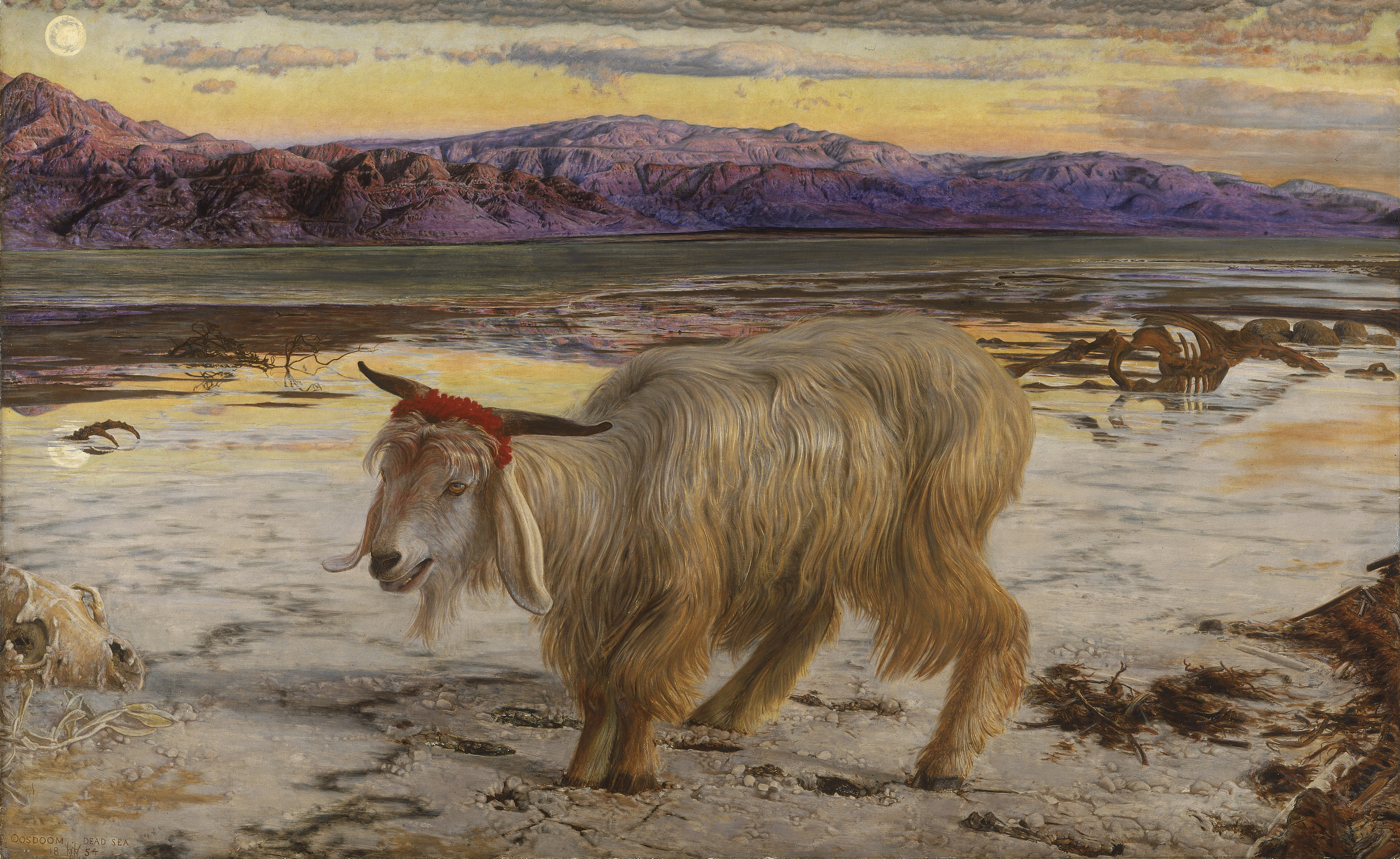
El boc expiatori, per William Holman Hunt

L'expressió lingüística "boc expiatori" prové d'un ritual de l'antic poble d'Israel per al qual es triaven dos bocs i, mitjançant l'atzar, un home en triava un com a ofrena al Senyor, que era sacrificat pel sacerdot durant el ritu, l'altre era carregat amb totes les culpes del poble jueu, i lliurat al dimoni Azazel. Aquest últim, conegut com a boc expiatori, era abandonat al mig del desert, acompanyat d'insults i pedrades.

### Entrada a la llengua catalana
El boc és el mascle jove de la cabra, mentre que «expiar» s'entén com a l'acció de purificar-se de les culpes mitjançant algun sacrifici. En l'actualitat es fa servir l'expressió per a denominar aquell qui ha pagat les culpes de la gran majoria, lliurant a aquests de represàlies, o a qui s'atribueix aquest paper per raons ulteriors al discurs polític o social.

## Models explicatius

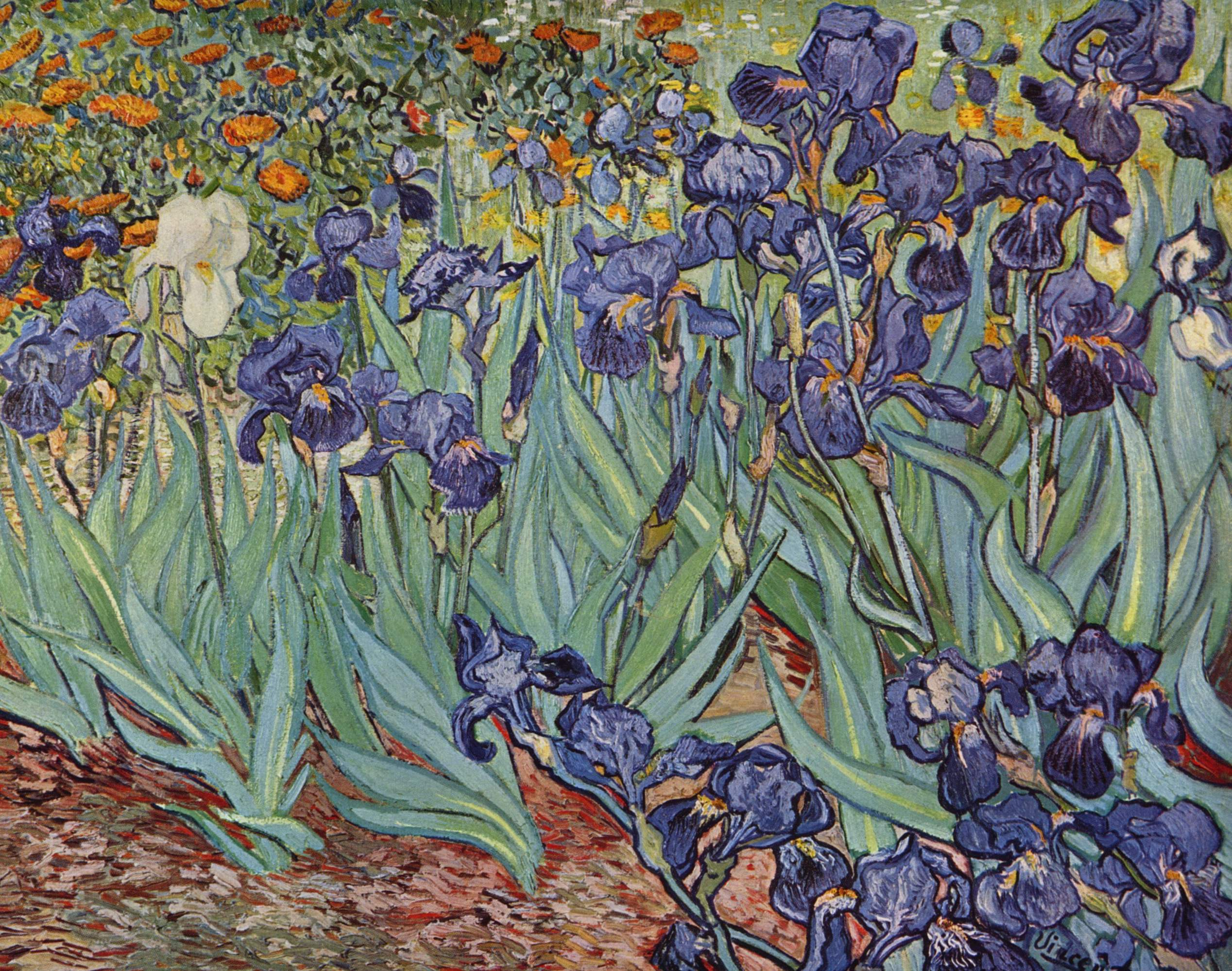
Alguns models es basen en la mímesi o imitació inconscient i irracional entre membres d'un grup, quan el fenomen no és deliberat.

La causa de la creació de la víctima expiatòria es basa en un model en el qual hi ha desigualtat social o de poder, de manera que l'agressor guanya com a mínim la reafirmació del seu poder i a més gaudeix d'impunitat envers els seus actes. Pot ser de manera conscient, quan la persona o grup de poder es vol desculpabilitzar d'una falta, o inconscient, quan l'acció és guiada per una mímesi irracional violenta.
Per a aprofundir en com i perquè es creen i utilitzen aquestes víctimes, existeixen diferents models explicatius, no excloents entre ells.

### Antropologia mimètica
A l'antropologia contemporània, el concepte de víctima expiatòria engloba el conjunt d'accions, actes, costums, tradicions i rituals usats per una comunitat determinada en un moment donat. Segons aquesta, els membres en lluita de la comunitat es reconcilien per mitjà del sacrifici de la víctima expiatòria, entorn la qual tots els coaliguen mimèticament. James George Frazer en va fer ús per primera vegada per al seu estudi comparat de religions. El filòsof René Girard va publicar el 1982 El boc emissari, on descriu la teoria que ell anomena de la "víctima expiatòria", a la qual segons aquesta es dona un triangle mimètic.

### Psicologia social
La psicologia social ha estudiat diferents possibles causes o explicacions d'aquest fenomen, entre les quals es troben els prejudicis, la frustració, l'evasió de responsabilitat o culpa, l'autoprotecció, diversos tipus de projeccions i mecanismes de defensa, conformisme, protecció de l'autoestima, ideologia social i aspectes funcionals pel conjunt del grup.

### Psiquiatria social
Des de la sociologia de les organitzacions i la psiquiatria es reivindica tenir en compte també factors com l'egoisme, l'abús de poder, l'odi i particularment la perversitat. Així, es tractaria d'un joc social pervers on l'objectiu del pervers seria destruir la dignitat de la víctima d'odi. Si la víctima comença a seguir el joc del pervers, rep un segon traumatisme igual o major. Com més es defensa, més és tractada de paranoica i si, pel contrari, no ho fa, aleshores el grup considera que està donant la raó al pervers.

## Criteris de selecció

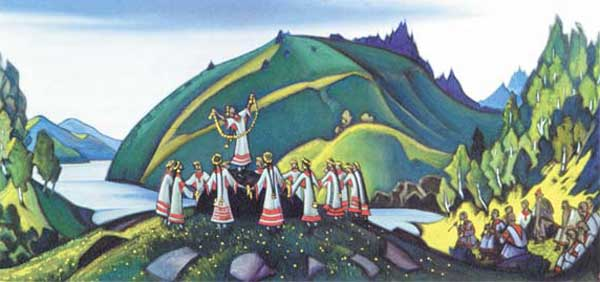
Selecció de la víctima

Segons la victimologia, existeixen diferents criteris que porten a la selecció d'una persona o grup particular com a víctima expiatòria, com per exemple la practicitat per a algun fi precís, la diferència, l'antipatia que pugui suscitar, les seves característiques personals, la força física, un menor poder social o simplement la proximitat i disponibilitat.

## Impacte i conseqüències

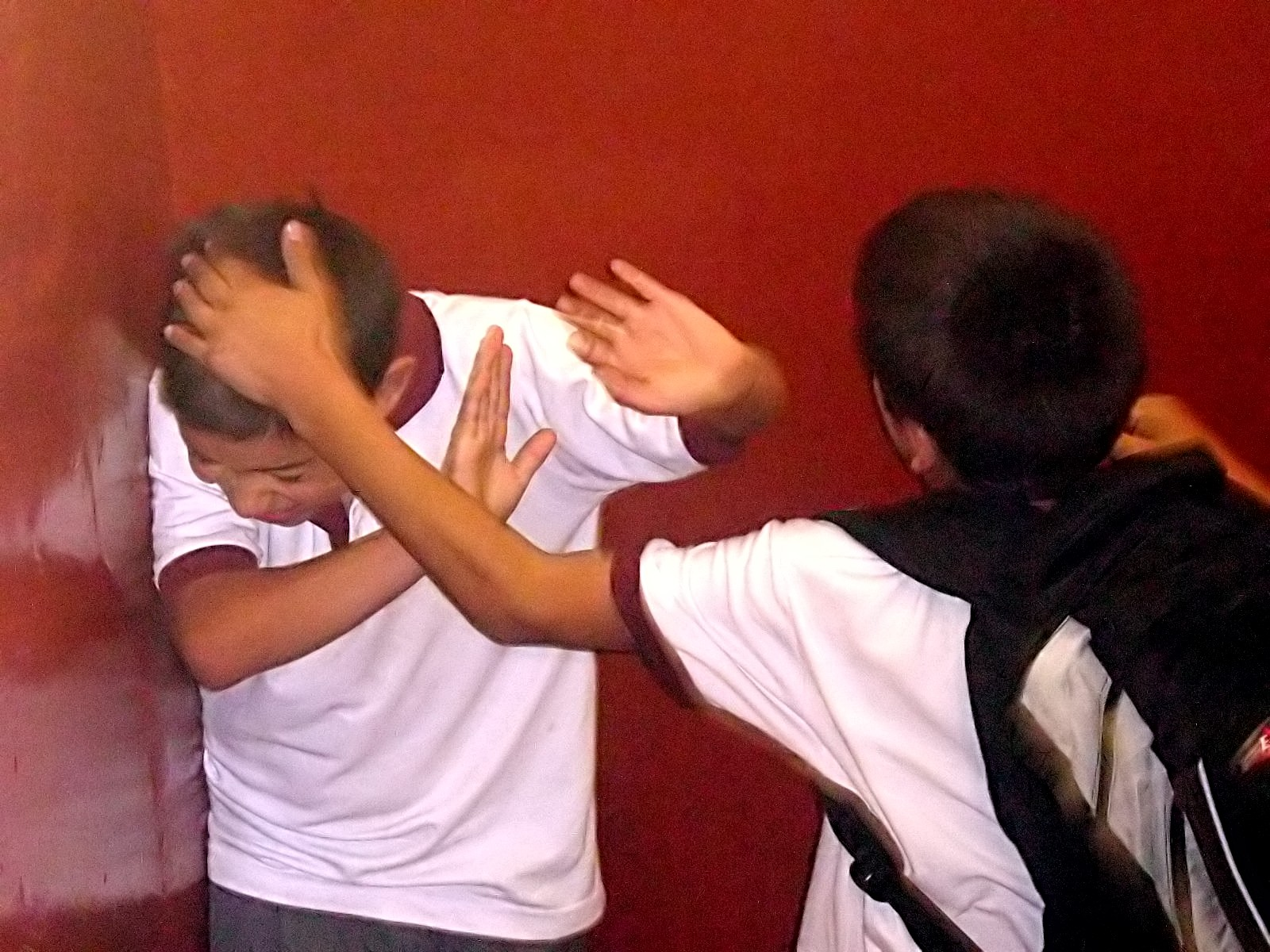
Les conseqüències depenen de les reaccions dels protagonistes

Les conseqüències per la víctima i les reaccions possibles dels protagonistes poden variar segons les motivacions dels agressors i la seva figura i rol social. Sempre hi ha un fort impacte psicològic i social per part de la víctima, podent sent possible, a més, danys econòmics i patrimonials, danys físics, l'exili o fins i tot la mort.
L'impacte i les conseqüències depenen de les reaccions dels seus protagonistes, que poden ser molt variades i incloure des de la submissió al pleit legal, per exemple.

## Intervencions i alternatives

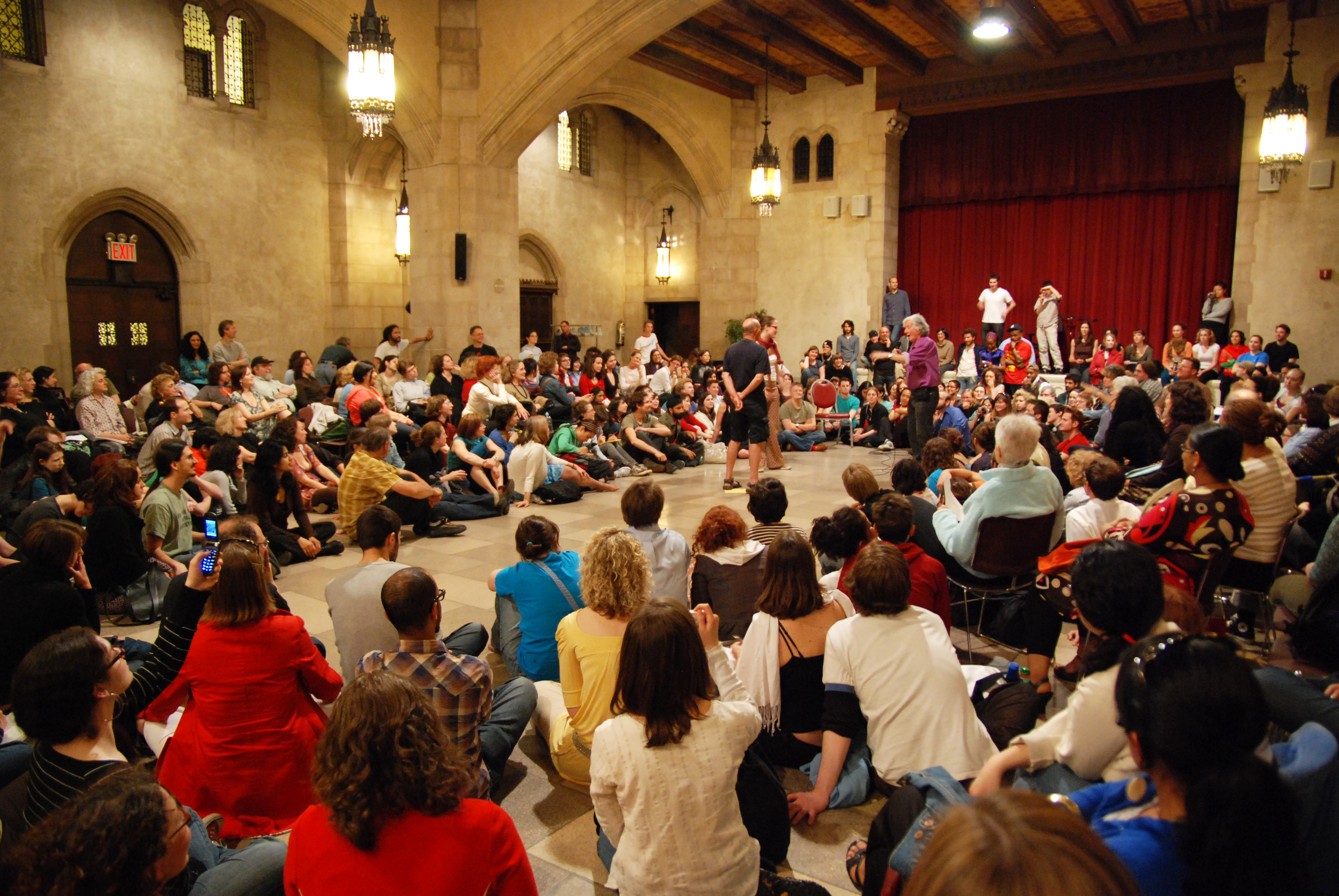
Intervenció procedural utilitzant eines teatrals

Les possibilitats d'intervenció són múltiples, podent ser a nivell individual, grupal i procedural. En el primer cas es posa l'enfocament a la víctima mentre que al segon es fa sobre els agressors, és a dir el conjunt del grup que participa en el fenomen. L'ideal seria poder intervenir als dos nivells alhora. En qualsevol cas, també es pot atacar des del nivell del mateix procés.

### Nivell individual
El nivell individual es pot basar en la cura i protecció de la víctima, amb l'objectiu de restaurar la seva dignitat, bondat, autoestima i autovàlua. De vegades, és útil allunyar a la víctima del grup, com a mesura no única a seguir.

### Nivell grupal
El nivell grupal es pot basar en l'educació emocional i en fer veure i comprendre la dinàmica en la que es troba. La presa de consciència del problema inclou reconèixer la almenys parcial innocència de la víctima, les causes i les emocions implicades. Quan la víctima ho és a causa de la diferència, la recerca i coneixement poden portar a la minva de la por i odi envers ella.

### Nivell de procés
Existeixen diverses estratègies i mètodes a aquest nivell, un dels quals és la dels principis de Cowger. Aquests són confrontar, en un ambient de seguretat a la víctima i el grup, els seus comportaments (això es pot fer de diverses maneres, una d'elles és el teatre fòrum, per exemple); buscar un equilibri de forces i evitar una situació de guanyadors i vençuts; intervenir en el grup complert i no únicament amb els directament implicats; i mirar de construir unes regles decidides i desenvolupades en el si del grup complert.

## A la ficció, art i cultura

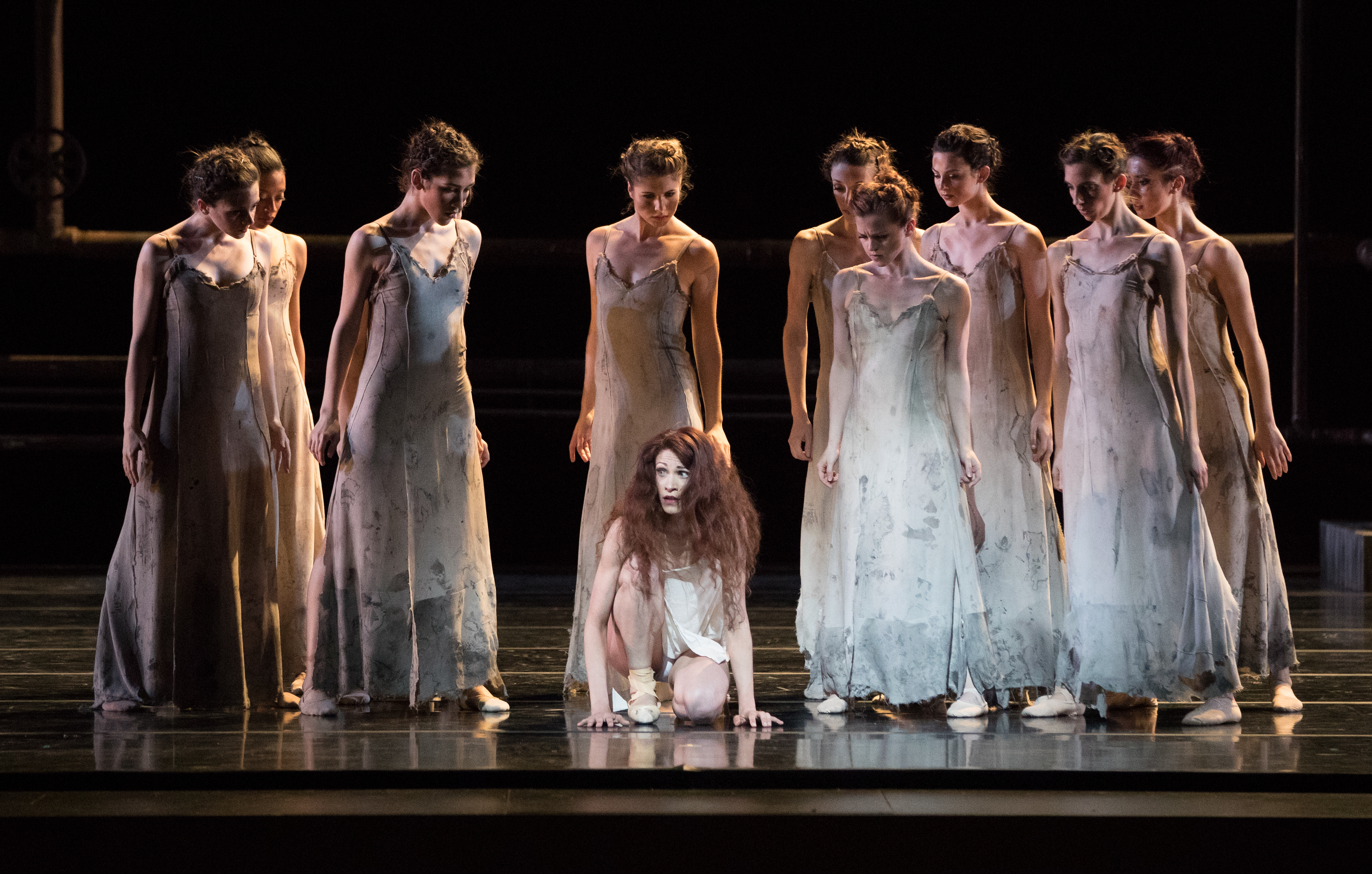
Una coreografia de 2016

Un dels temes d'obres d'art més conegut a les arts escèniques contemporànies és el ritual de la primavera, en el qual una jove és escollida pels membres de la seva comunitat cada any per a ser sacrificada i poder així gaudir tots d'una primavera més.